# FC Bayern München in het seizoen 1992/93
Dit artikel beschrijft de prestaties van de Duitse voetbalclub FC Bayern München in het seizoen 1992/93.

## Spelerskern
| Naam                | Nationaliteit | Geboortedatum | Vorige club          |
| ------------------- | ------------- | ------------- | -------------------- |
| Keepers             |               |               |                      |
| Raimond Aumann      | Duitsland     | 12-10-1963    | /                    |
| Uwe Gospodarek      | Duitsland     | 06-08-1973    | /                    |
| Sven Scheuer        | Duitsland     | 19-01-1971    | /                    |
| Verdedigers         |               |               |                      |
| Thomas Berthold     | Duitsland     | 12-11-1964    | AS Roma              |
| Max Eberl           | Duitsland     | 21-09-1973    | /                    |
| Roland Grahammer    | Duitsland     | 03-11-1963    | 1. FC Nürnberg       |
| Thomas Helmer       | Duitsland     | 21-04-1965    | Borussia Dortmund    |
| Jorginho            | Brazilië      | 17-08-1964    | Bayer Leverkusen     |
| Oliver Kreuzer      | Duitsland     | 13-11-1965    | Karlsruher SC        |
| Markus Münch        | Duitsland     | 07-09-1972    | /                    |
| Alois Reinhardt     | Duitsland     | 18-11-1961    | Bayer Leverkusen     |
| Middenvelders       |               |               |                      |
| Harald Cerny        | Oostenrijk    | 13-09-1973    | /                    |
| Dieter Frey         | Duitsland     | 31-10-1972    | FC Augsburg          |
| Wolfgang Gerstmeier | Duitsland     | 11-10-1968    | FC Augsburg          |
| Lothar Matthäus     | Duitsland     | 21-03-1961    | Internazionale       |
| Andreas Mayer       | Duitsland     | 13-09-1972    | FC Augsburg          |
| Christian Nerlinger | Duitsland     | 21-03-1973    | /                    |
| Mehmet Scholl       | Duitsland     | 16-10-1970    | Karlsruher SC        |
| Markus Schupp       | Duitsland     | 07-01-1966    | SG Wattenscheid 09   |
| Manfred Schwabl     | Duitsland     | 18-04-1966    | SV Sandhausen        |
| Michael Sternkopf   | Duitsland     | 21-04-1970    | Karlsruher SC        |
| Olaf Thon           | Duitsland     | 01-05-1966    | MSV Duisburg         |
| Jan Wouters         | Nederland     | 17-07-1960    | AFC Ajax             |
| Christian Ziege     | Duitsland     | 01-02-1972    | Hertha Zehlendorf    |
| Aanvallers          |               |               |                      |
| Bruno Labbadia      | Duitsland     | 08-02-1966    | 1. FC Kaiserslautern |
| Mazinho             | Brazilië      | 26-12-1965    | Bragantino           |
| Alan McInally       | Schotland     | 10-02-1963    | Aston Villa          |
| Roland Wohlfarth    | Duitsland     | 11-01-1963    | MSV Duisburg         |

- = Aanvoerder
- Hans Pflügler en Thorsten Ott belandden in 1992 in de amateurafdeling van Bayern München.

### Technische staf
| Functie         | Naam                          | Nationaliteit |
| --------------- | ----------------------------- | ------------- |
| Coach           | Erich Ribbeck                 | Duitsland     |
| Assistent-coach | Klaus Augenthaler             | Duitsland     |
| Teamarts        | Hans-Wilhelm Müller-Wohlfahrt | Duitsland     |

## Resultaten
| Bundesliga   | DFB-Pokal   |
| ------------ | ----------- |
|              |             |
| Vicekampioen | 1/32 finale |

## Uitrustingen
Hoofdsponsor: Opel

Sportmerk: adidas
| Thuis | Uit |

## Transfers

### Zomer
| Naam                | Nationaliteit | Van/naar           | Type     |
| ------------------- | ------------- | ------------------ | -------- |
| Inkomend            |               |                    |          |
| Dieter Frey         | Duitsland     | FC Augsburg        | Gekocht  |
| Wolfgang Gerstmeier | Duitsland     | FC Augsburg        | Gekocht  |
| Thomas Helmer       | Duitsland     | Borussia Dortmund  | Gekocht  |
| Jorginho            | Brazilië      | Bayer Leverkusen   | Gekocht  |
| Lothar Matthäus     | Duitsland     | Internazionale     | Gekocht  |
| Andreas Mayer       | Duitsland     | FC Augsburg        | Gekocht  |
| Mehmet Scholl       | Duitsland     | Karlsruher SC      | Gekocht  |
| Markus Schupp       | Duitsland     | SG Wattenscheid 09 | Gekocht  |
| Uitgaand            |               |                    |          |
| Markus Babbel       | Duitsland     | Hamburger SV       | Verkocht |
| Manfred Bender      | Duitsland     | Karlsruher SC      | Verkocht |
| Bernardo            | Brazilië      | América            | Verkocht |
| Stefan Effenberg    | Duitsland     | Fiorentina         | Verkocht |
| Gerald Hillringhaus | Duitsland     | FC Schalke 04      | Verkocht |
| Ulf Kliche          | Duitsland     | VfB Oldenburg      | Verkocht |
| Kurt Kremm          | Duitsland     | SpVgg Renningen    | Verkocht |
| Brian Laudrup       | Denemarken    | Fiorentina         | Verkocht |
| Toni Schumacher     | Duitsland     | FC Schalke 04      | Verkocht |
| Thomas Strunz       | Duitsland     | VfB Stuttgart      | Verkocht |

### Winter
| Naam            | Nationaliteit | Van/naar       | Type     |
| --------------- | ------------- | -------------- | -------- |
| Uitgaand        |               |                |          |
| Manfred Schwabl | Duitsland     | 1. FC Nürnberg | Verkocht |

## Bundesliga

### Eindstand
| #  | Club                     | Wed | Gew | Gel | Ver | V  | T  | Pnt. |
| -- | ------------------------ | --- | --- | --- | --- | -- | -- | ---- |
| 1  | SV Werder Bremen         | 34  | 19  | 10  | 5   | 63 | 30 | 48   |
| 2  | FC Bayern München        | 34  | 18  | 11  | 5   | 74 | 45 | 47   |
| 3  | Eintracht Frankfurt      | 34  | 15  | 12  | 7   | 56 | 39 | 42   |
| 4  | Borussia Dortmund        | 34  | 18  | 5   | 11  | 61 | 43 | 41   |
| 5  | Bayer 04 Leverkusen      | 34  | 14  | 12  | 8   | 64 | 45 | 40   |
| 6  | Karlsruher SC            | 34  | 14  | 11  | 9   | 60 | 54 | 39   |
| 7  | VfB Stuttgart            | 34  | 12  | 12  | 10  | 56 | 50 | 36   |
| 8  | 1. FC Kaiserslautern     | 34  | 13  | 9   | 12  | 50 | 40 | 35   |
| 9  | Borussia Mönchengladbach | 34  | 13  | 9   | 12  | 59 | 59 | 35   |
| 10 | FC Schalke 04            | 34  | 11  | 12  | 11  | 42 | 43 | 34   |
| 11 | Hamburger SV             | 34  | 8   | 15  | 11  | 42 | 44 | 31   |
| 12 | 1. FC Köln               | 34  | 12  | 4   | 18  | 41 | 51 | 28   |
| 13 | SG Wattenscheid 09       | 34  | 10  | 8   | 16  | 46 | 67 | 28   |
| 14 | 1. FC Nürnberg           | 34  | 10  | 8   | 16  | 30 | 47 | 28   |
| 15 | Dynamo Dresden           | 34  | 7   | 13  | 14  | 32 | 49 | 27   |
| 16 | VfL Bochum               | 34  | 8   | 10  | 16  | 45 | 52 | 26   |
| 17 | KFC Uerdingen 05         | 34  | 7   | 10  | 17  | 35 | 64 | 24   |
| 18 | 1. FC Saarbrücken        | 34  | 5   | 13  | 16  | 37 | 71 | 23   |

Kampioen SV Werder Bremen plaatste zich voor de UEFA Champions League 1993/94
Bekerwinnaar Bayer 04 Leverkusen plaatste zich voor de Europacup II 1993/94
Bayern München , Eintracht Frankfurt, 1Borussia Dortmund en Karlsruher SC namen deel aan de UEFA Cup 1993/94
VfL Bochum, Bayer 05 Uerdingen en 1.FC Saarbrücken degradeerden naar de 2. Bundesliga
SC Freiburg, MSV Duisburg en VfB Leipzig promoveerden uit de 2. Bundeliga. VfB Leipzig werd de derde voormalige DDR-club (na Dynamo Dresen en Hansa Rostock) die in de Bundesliga uitkwam.

## Afbeeldingen

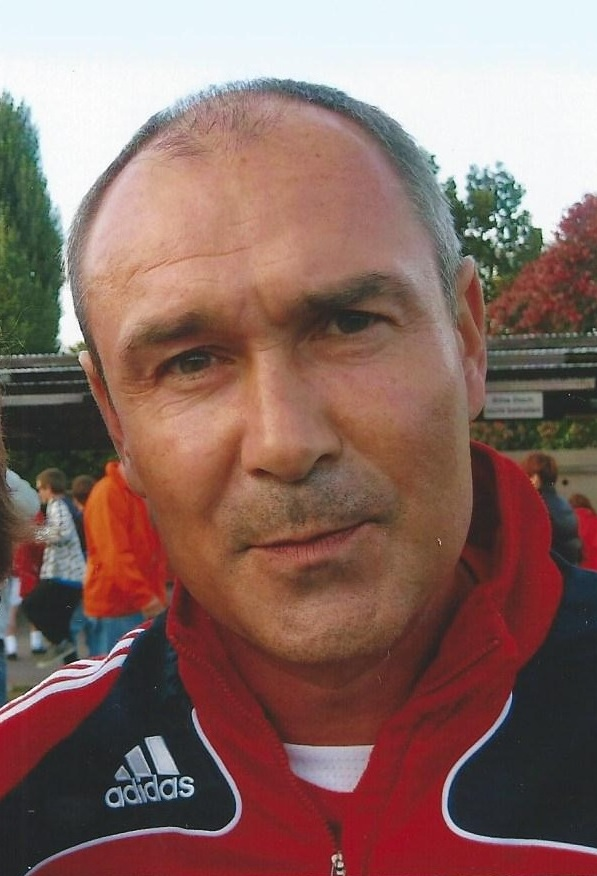
Raimond Aumann (doelman)
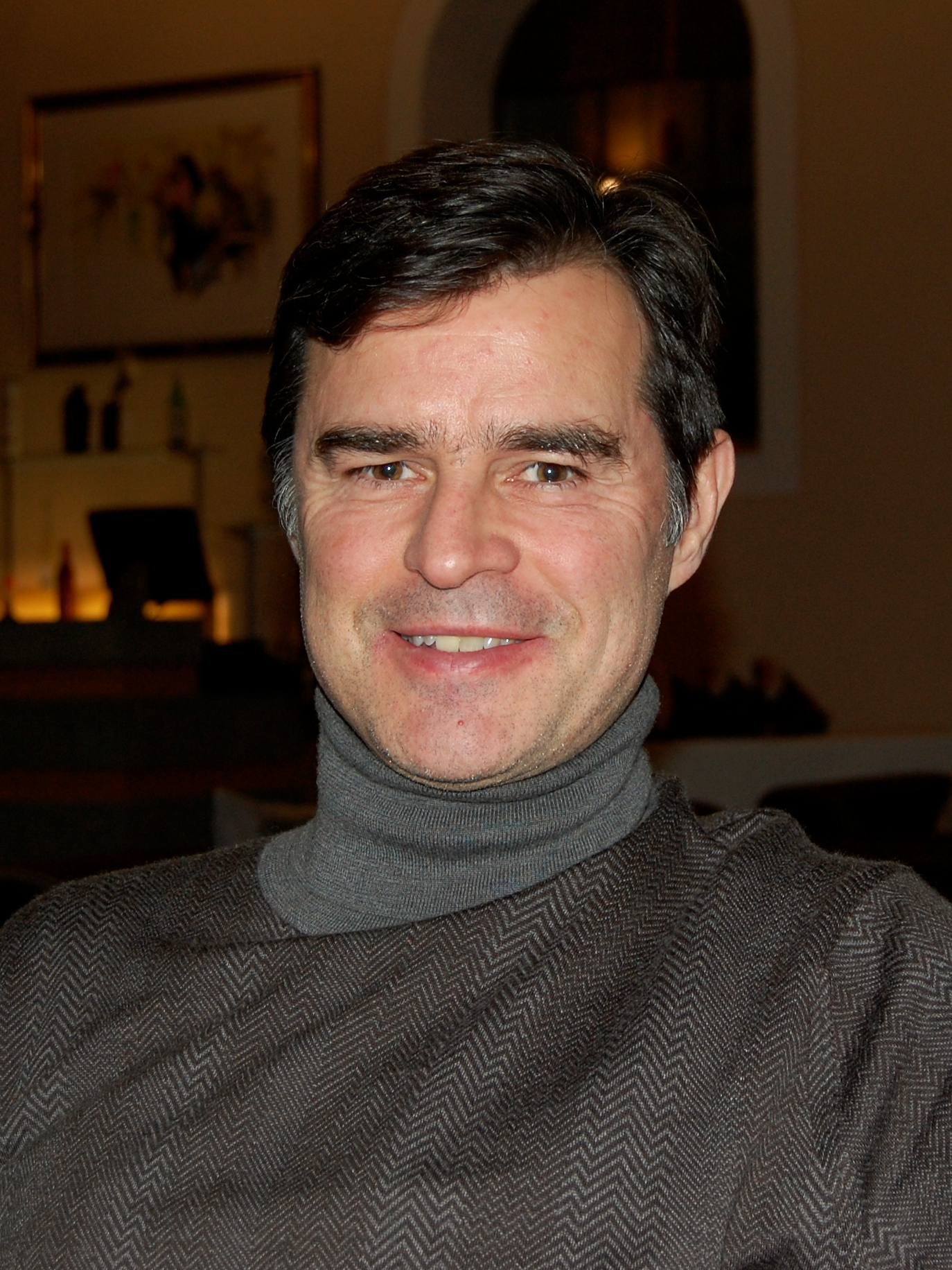
Thomas Berthold (verdediger)
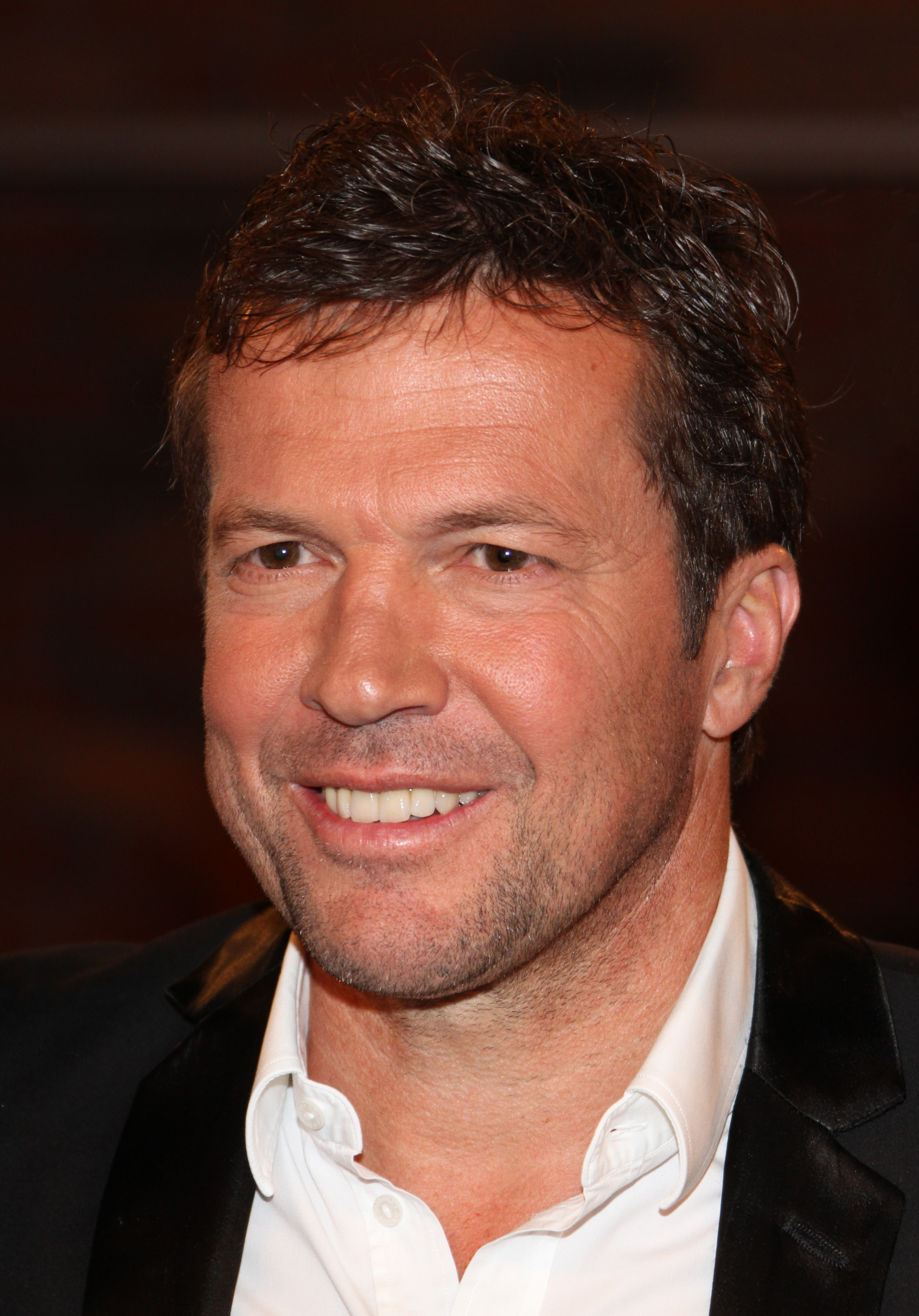
Lothar Matthäus (middenvelder)
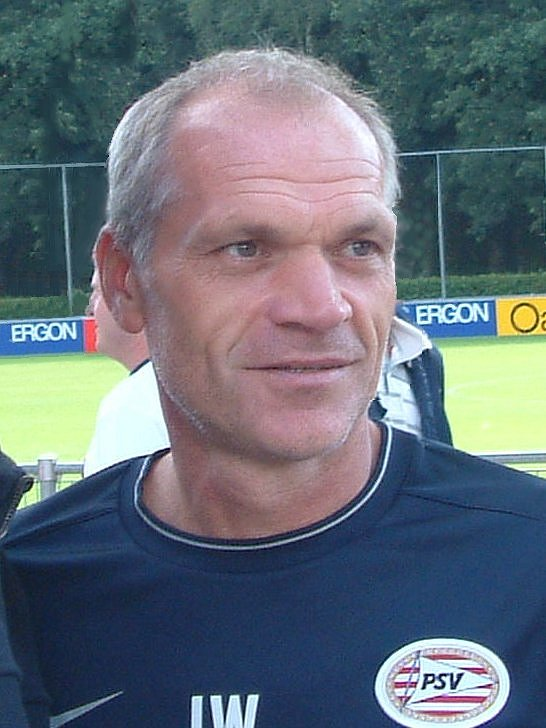
Jan Wouters (middenvelder)
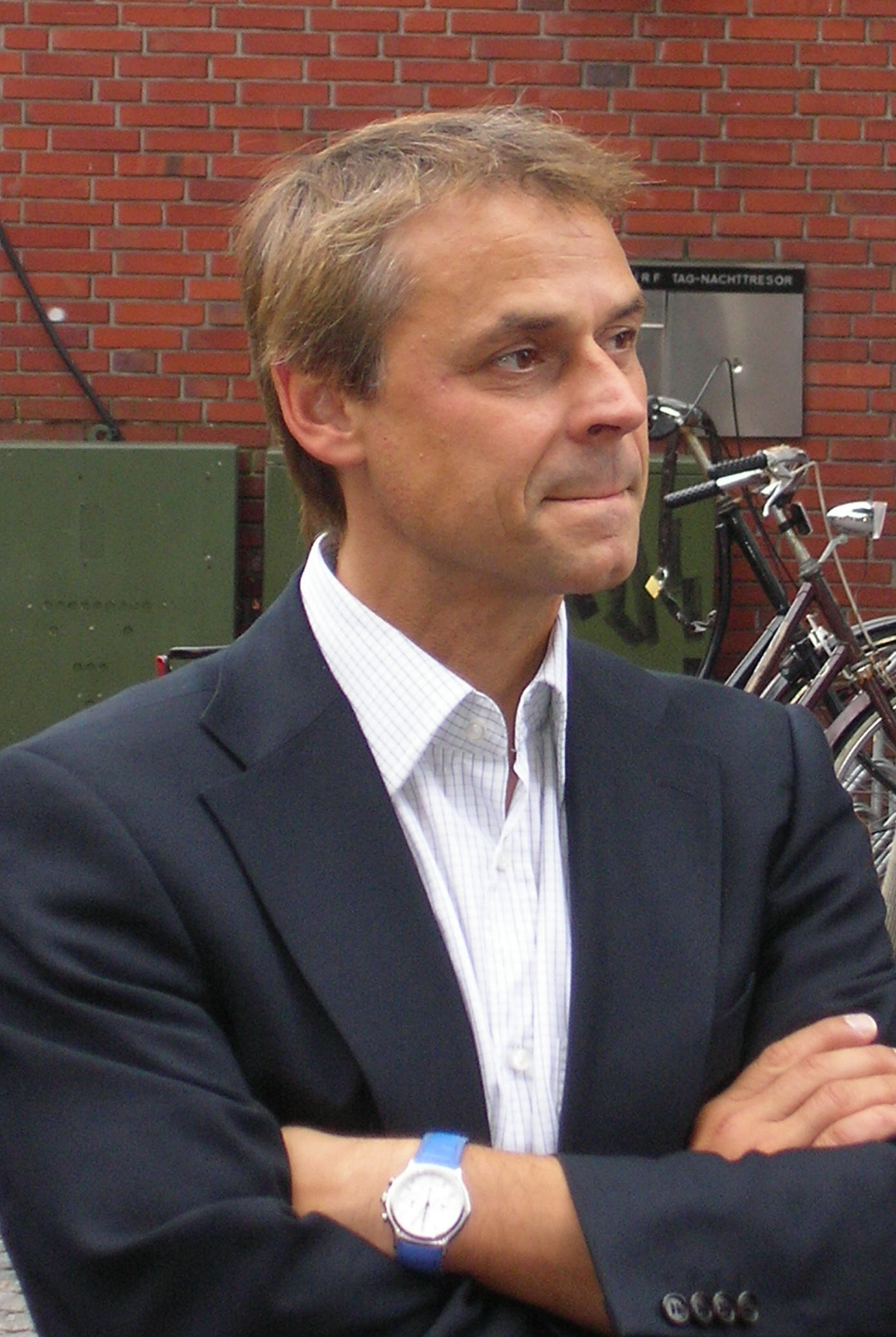
Olaf Thon (middenvelder)
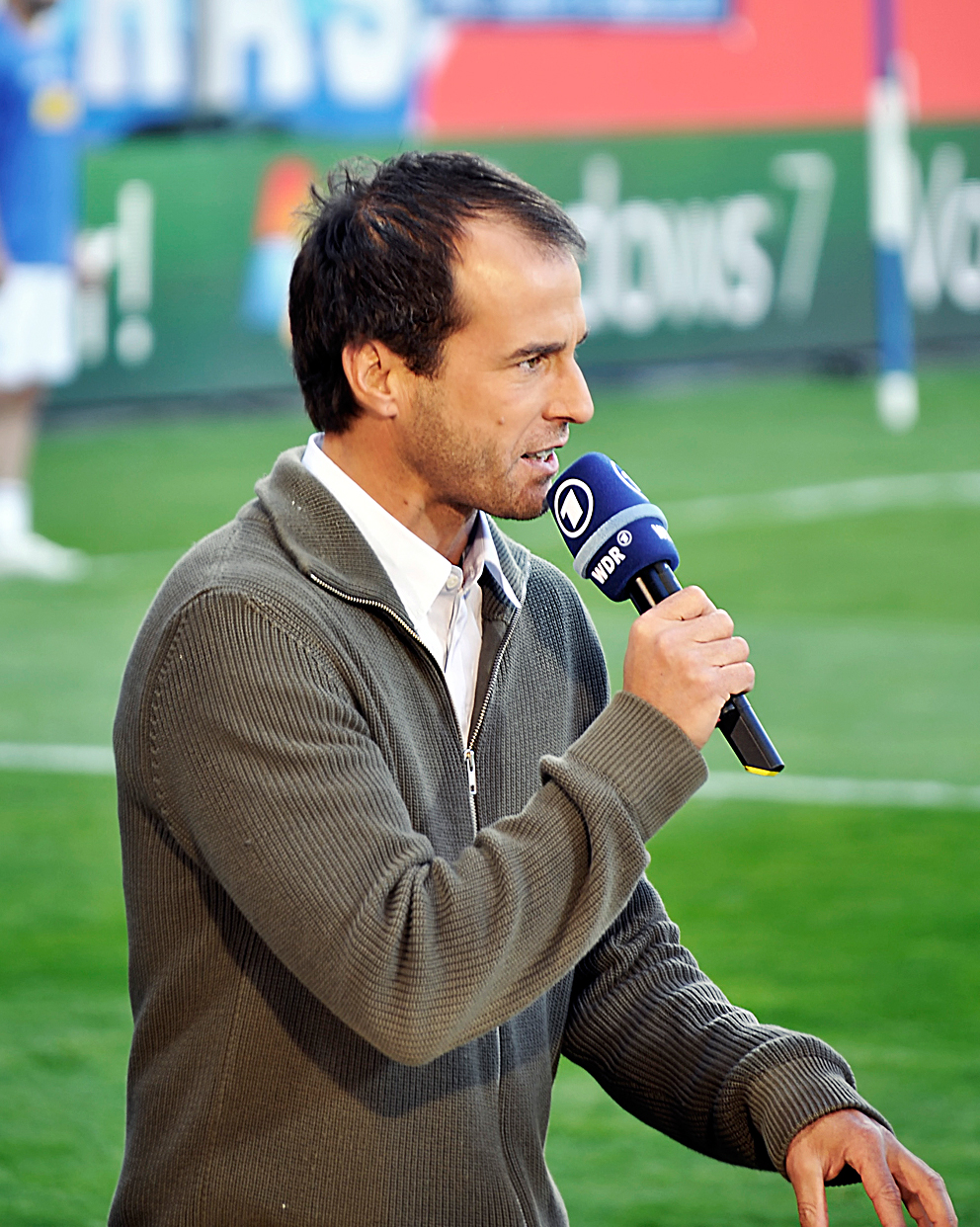
Mehmet Scholl (middenvelder)